# Piotrowo (Słupca)
Pour les articles homonymes, voir Piotrowo.
Piotrowo (prononciation : [pjɔˈtrɔvɔ]) est un village polonais de la gmina de Lądek dans le powiat de Słupca de la voïvodie de Grande-Pologne dans le centre-ouest de la Pologne.
Il se situe à environ 4 kilomètres au nord-est de Lądek (siège de la gmina), à 12 kilomètres au sud-est de Słupca (siège du powiat) et à 75 kilomètres à l'est de Poznań (capitale régionale).
Le village possédait une population de 80 habitants en 2006.

## Histoire
De 1975 à 1998, le village faisait partie du territoire de la voïvodie de Konin.

Depuis 1999, Piotrowo est situé dans la voïvodie de Grande-Pologne.